# Antigua Línea 5 (TUVISA)
La antigua línea 5 de TUVISA de Vitoria unía el centro de la ciudad con el pueblo de Gamarra Mayor.

## Características
Esta línea conectaba al centro de Vitoria con el pueblo de Gamarra Mayor y con las piscinas municipales de Gamarra.
La línea dejó de estar en funcionamiento a finales de octubre de 2009, como todas las demás antiguas líneas de TUVISA, cuándo el mapa de transporte urbano en la ciudad fue modificado completamente.

### Frecuencias
| de lunes a viernes laborables |        |
| 5:30, 6:35 hasta Eskalmendi   |        |
| de 7:00 a 22:00               | 30 min |
| sábados laborables            |        |
| de 7:00 a 23:00               | 30 min |
| domingos y festivos           |        |
| de 8:00 a 22:00               | 30 min |
| De 01/06 al 31/08             |        |
| de 7:00 a 22:15               | 15 min |

| de lunes a viernes laborables |        |
| de 7:00 a 22:00               | 30 min |
| 22:30 Hasta Prado             |        |
| sábados laborables            |        |
| de 7:00 a 22:30               | 30 min |
| 23:00 Hasta Prado             |        |
| domingos y festivos           |        |
| de 8:00 a 22:00               | 30 min |
| 22:30 Hasta Prado             |        |
| De 01/06 al 31/08             |        |
| de 7:00 a 22:15               | 15 min |
| 22:30 Hasta Prado             |        |

| de lunes a viernes laborables                 |
| 7:00, 8:00, 12:00, 13:30, 14:30, 18:30, 22:00 |
| sábados laborables                            |
| 7:00, 8:00, 12:00, 13:30, 14:30, 18:30, 22:00 |
| domingos y festivos                           |
| 8:00, 22:00                                   |

## Recorrido
La Línea comenzaba su recorrido en la Calle Prado giraba a la Plaza de la Virgen Blanca luego a Mateo de Moraza y Olaguíbel. Giraba a la izquierda por Los Herrán, que abandonaba por Portal de Villarreal. Pasaba por Portal de Betoño y Portal de Bergara . Tras girar a la derecha por Larragana, después giraba a la izquierda por Kapelamendi y de nuevo a la izquierda por Eskalmendi. En una rotonda giraba a la derecha por la Carretera de Bergara. En el cruce con la A-3008, si no tenía extensión hasta Durana, daba media vuelta. Si tenía que hacer el recorrido hasta Durana, seguía recto hasta este pueblo, dónde daba la vuelta para volver a Vitoria. Accedía a la Calle Barratxi y después a la Avenida de los Olmos. Tras girar a la derecha por Portal de Gamarra y pasar el Río Zadorra, daba media vuelta y llegaba a Gamarra Mayor, donde se encontraba la parada de regulación horaria.
Tras retomar el recorrido y cruzar el Río Zadorra, accedía a la Calle Portal de Gamarra, por el que giraba a la izquierda por la Avenida del Cantábrico. En la Calle Harrobi, giraba a la izquierda por Portal de Betoño, para entrar de nuevo a la Avenida de Cantábrico y Portal de Gamarra. El Portal de Villarreal le llevaba a la Calle Francia y Calle Paz. Girando a la derecha pasaba por Independencia giraba a General Álava y Becerro Bengoa, desde donde giraba a la derecha y llegaba al punto inicial de la línea.

## Paradas
| KBHFa |

| HST |

| HST |

| HST |

| HST |

| HST |

| HST |

| HST |

| HST |

| HST |

| HST |

| HST |

| HST |

| HST |

| hKRZWae |

| SKRZ-Bo |

| HST |

| hKRZWae |

| HST |

| hKRZWae |

| SKRZ-Bo |

| HST |

| hKRZWae |

| HST |

| HST |

| hKRZWae |

| BHF |

| hKRZWae |

| HST |

| HST |

| HST |

| HST |

| HST |

| HST |

| HST |

| HST |

| HST |

| HST |

| HST |

| KBHFe |

| KBHFa |

| HST |

| HST |

| HST |

| HST |

| HST |

| HST |

| HST |

| HST |

| HST |

| HST |

| HST |

| HST |

| HST |

| hKRZWae |

| SKRZ-Bo |

| HST |

| hKRZWae |

| HST |

| hKRZWae |

| SKRZ-Bo |

| HST |

| hKRZWae |

| HST |

| HST |

| hKRZWae |

| BHF |

| hKRZWae |

| HST |

| HST |

| HST |

| HST |

| HST |

| HST |

| HST |

| HST |

| HST |

| HST |

| HST |

| KBHFe |

| KBHFa |

| HST |

| HST |

| HST |

| HST |

| HST |

| HST |

| HST |

| HST |

| HST |

| HST |

| HST |

| HST |

| HST |

| hKRZWae |

| SKRZ-Bo |

| HST |

| hKRZWae |

| HST |

| hKRZWae |

| SKRZ-Bo |

| HST |

| hKRZWae |

| HST |

| HST |

| hKRZWae |

| BHF |

| hKRZWae |

| HST |

| HST |

| HST |

| HST |

| HST |

| HST |

| HST |

| HST |

| HST |

| HST |

| HST |

| KBHFe |

| KBHFa |

| HST |

| HST |

| HST |

| HST |

| HST |

| HST |

| HST |

| HST |

| HST |

| HST |

| HST |

| HST |

| HST |

| hKRZWae |

| SKRZ-Bo |

| HST |

| hKRZWae |

| HST |

| hKRZWae |

| SKRZ-Bo |

| HST |

| hKRZWae |

| HST |

| HST |

| hKRZWae |

| BHF |

| hKRZWae |

| HST |

| HST |

| HST |

| HST |

| HST |

| HST |

| HST |

| HST |

| HST |

| HST |

| HST |

| KBHFe |